# 上杜坎山
46°41′22.4″N 9°51′5.9″E / 46.689556°N 9.851639°E

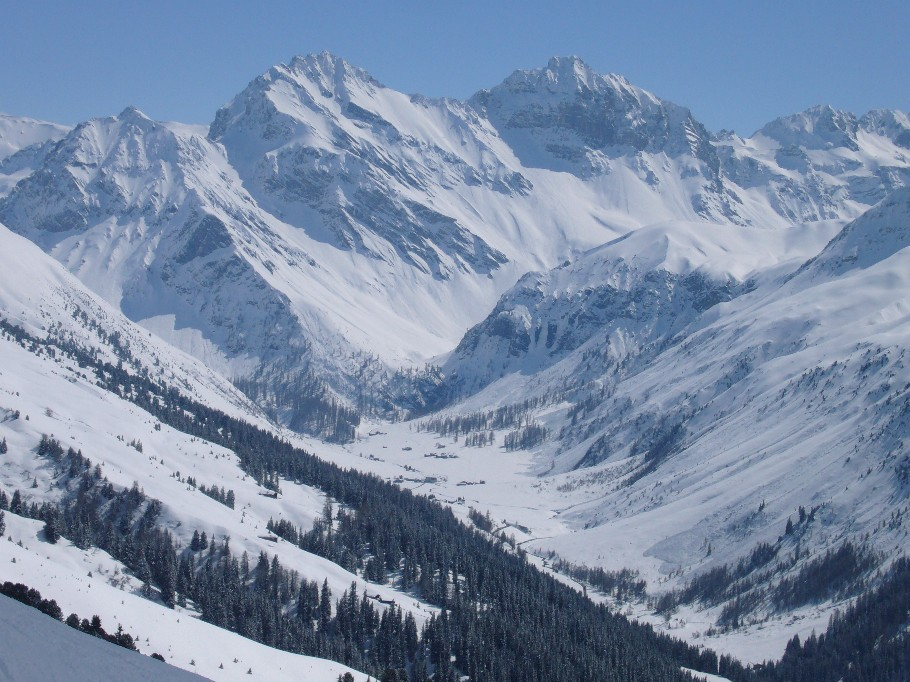

上杜坎山（Hoch Ducan），是瑞士的山峰，位於該國東南部，由格勞賓登州負責管轄，屬於阿爾布拉山脈的一部分，海拔高度3,063米，每年平均降雨量1,729毫米。